# Emerkingen

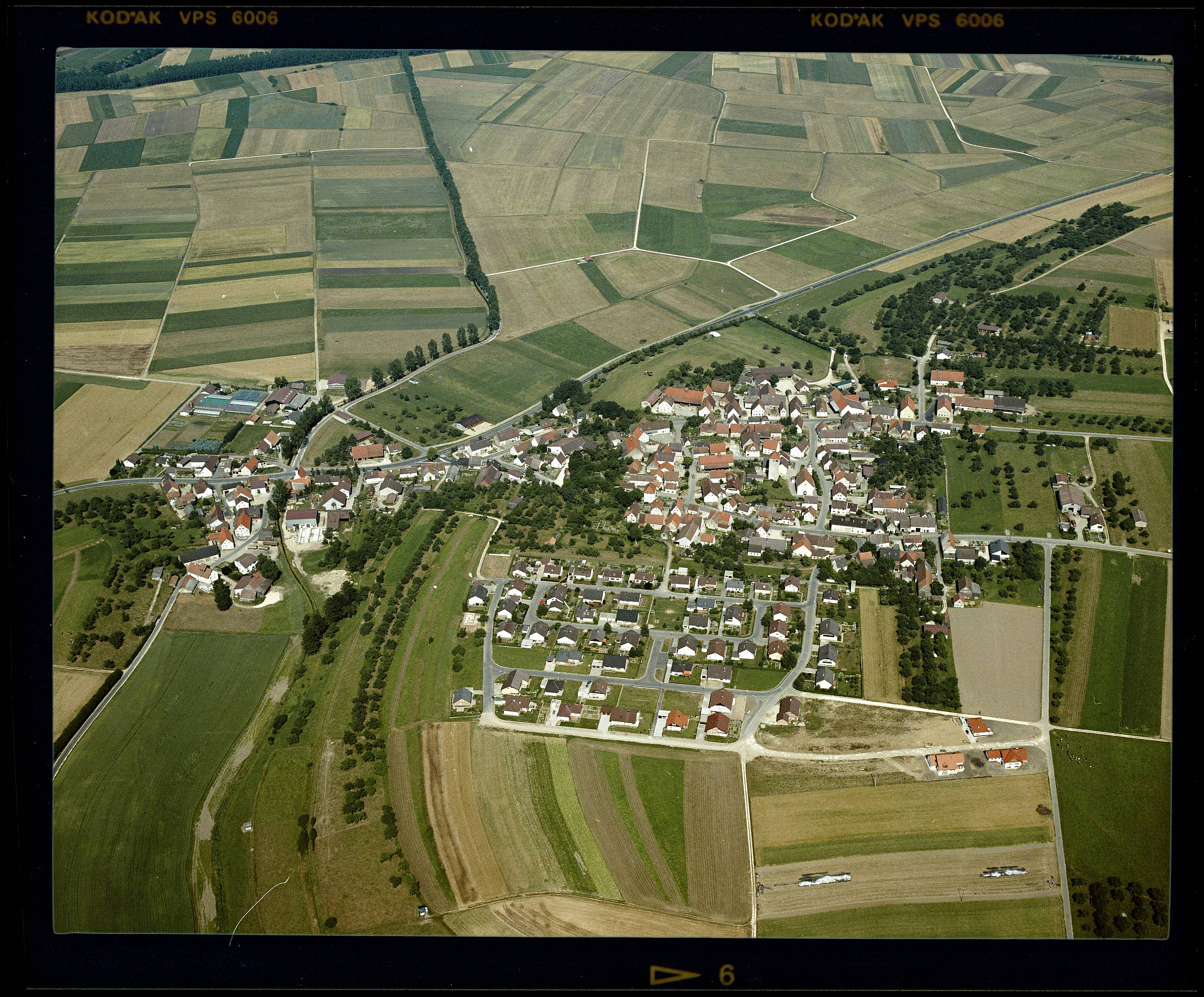
Luftbild von Emerkingen (1983)

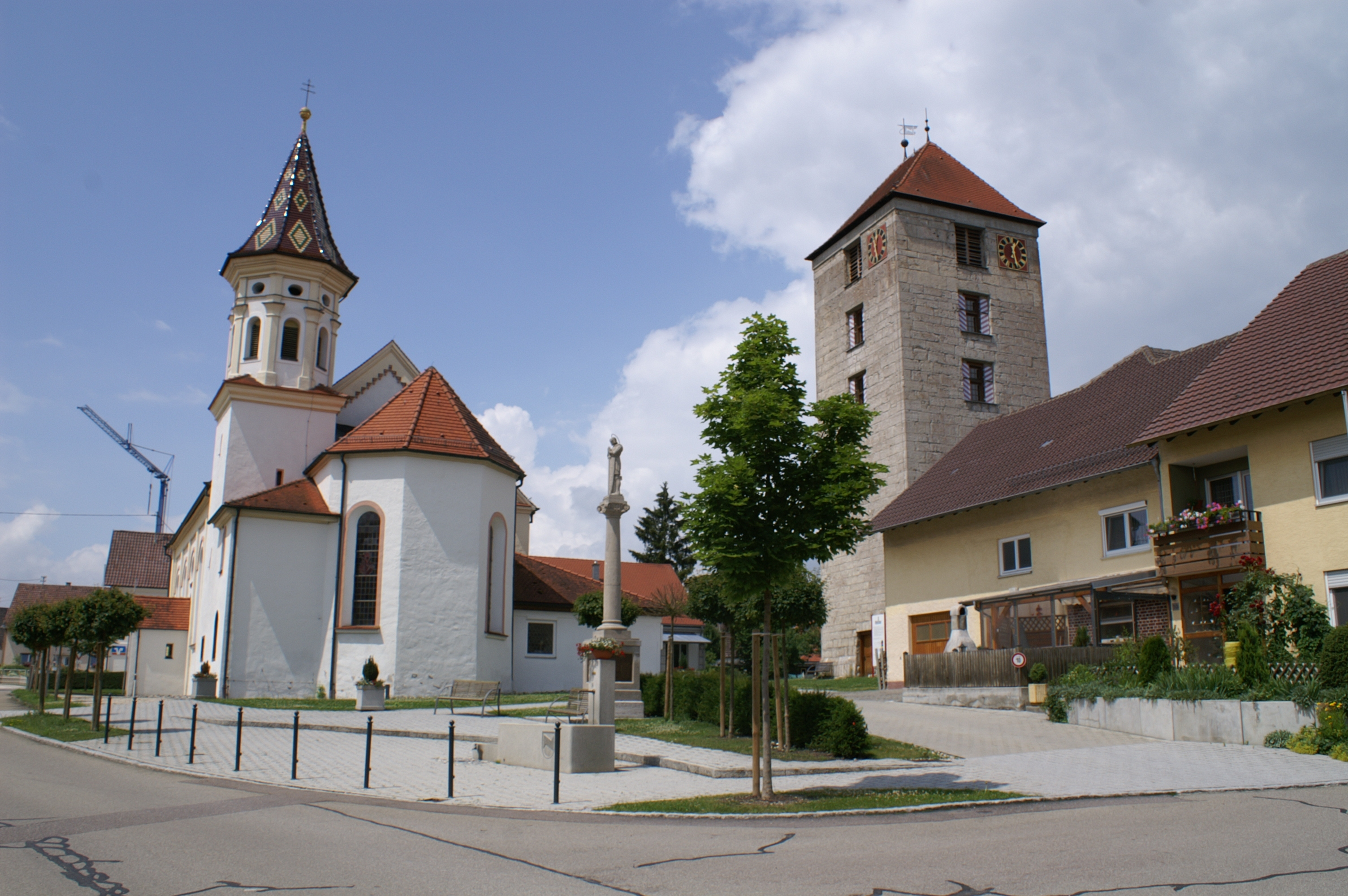
Dorfmitte mit Kirche und Römerturm

Emerkingen ist eine Gemeinde im Alb-Donau-Kreis in Baden-Württemberg. Sie gehört der Verwaltungsgemeinschaft Munderkingen an.

## Geografie
Emerkingen liegt auf einer Anhöhe am Südrand des Donautals, etwa 35 km südwestlich von Ulm.

### Nachbargemeinden
Die Gemeinde grenzt im Norden an die Stadt Munderkingen, im Osten an Unterstadion, im Süden an Oberstadion und Unterwachingen sowie im Westen an Hausen am Bussen. (alle Alb-Donau-Kreis).

### Schutzgebiete
Das Landschaftsschutzgebiet Emerkingen umfasst den Nordosten der Gemarkung.

## Geschichte

### Altertum

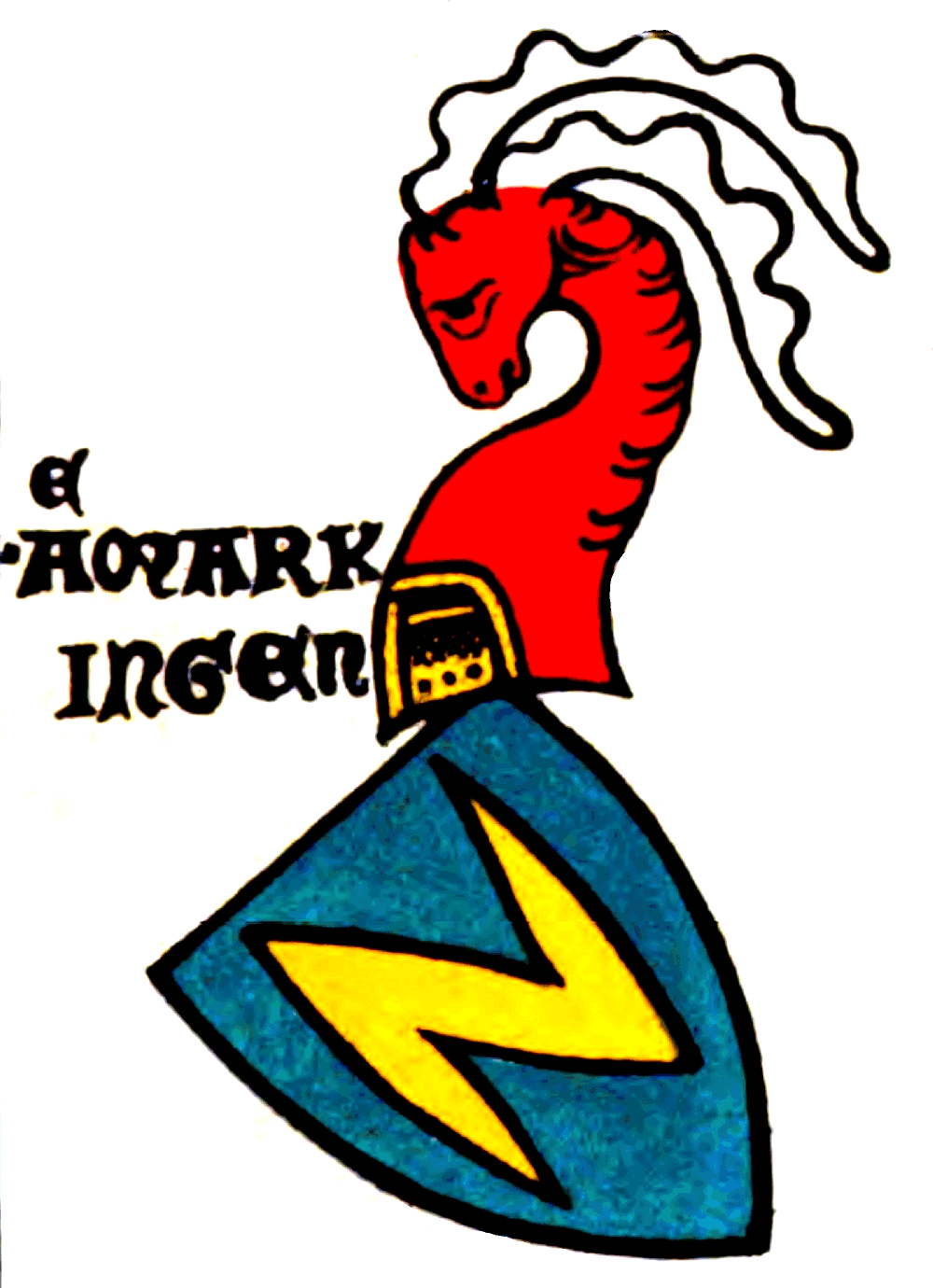
Wappen der Herren von Aemarkingen (Emerkingen), Zürcher Wappenrolle, ca. 1340

Zur Römerzeit befand sich auf dem Gebiet der heutigen Gemeinde ein Kohortenkastell nebst zugehörigem Vicus. Das Kastell befand sich rund 600 Meter nordnordwestlich des späteren Ortes. Es entstand um 45 n. Chr., wurde vermutlich nach den Wirren des Jahres 69 n. Chr. verstärkt und ausgebaut und bestand bis etwa 85 n. Chr. Nördlich und westlich dieses Lagers entstand ein Dorf (vicus), dessen lateinischer Name unbekannt ist und das wesentlich länger bestand als das Lager. Von der Mitte des 1. bis zur Mitte des 2. Jahrhunderts n. Chr. wurde hier außerdem eine Ziegelei betrieben.

### Mittelalter
Etwa einen halben Kilometer südlich davon, an der Stelle der Ortsmitte von Emerkingen, entwickelte sich später eine alemannische Siedlung, von der ein merowingerzeitliches Gräberfeld zeugt. Bereits im Jahr 805 wurde Emerkingen in der latinisierten Form in Antarmarhingas in einer Schenkungsurkunde der Grafen Chadaloh I. und Wago an das Kloster St. Gallen erstmals urkundlich erwähnt. Die älteste greifbare, althochdeutsche Namensform des Ortes lautete also Antarmarchingan oder Antarmarkingan.
Das Dorf war namensgebend für die Herrschaft Emerkingen und die Freiherren von Emerkingen, deren mittelalterliche Burg im Jahre 1870 bis auf den sogenannten Römerturm abgebrochen wurde.

### Frühe Neuzeit
Die Ortsherrschaft wechselte mehrmals. Am Ende des Heiligen Römischen Reichs gehörte eine Hälfte des Dorfes den Herren vom Stain, die diese seit 1377 besaßen. Die andere Hälfte des Dorfes erlangten 1732 die Grafen von Stadion aus der Hand der Habsburger, die es diesen aus ihrem Besitz in Vorderösterreich überließen. Beide Ortsherrengeschlechter waren im Ritterkanton Donau immatrikuliert.

### Württembergische Zeit
Das Dorf fiel im Jahre 1805 an das Kurfürstentum Württemberg, welches im Jahr darauf zum Königreich erhoben wurde. Für die Verwaltung gelangte Emerkingen in die Zuständigkeit des Oberamts Ehingen, dem es über ein Jahrhundert angehörte.
Im Ersten Weltkrieg mussten 20 Emerkinger ihr Leben lassen, für welche 1922 ein Kriegerdenkmal angelegt wurde.
Bei der Kreisreform während der NS-Zeit in Württemberg gelangte Emerkingen 1938 zum erweiterten Landkreis Ehingen.
Im Zweiten Weltkrieg fielen 22 Emerkinger, und 13 wurden vermisst.

### Nachkriegszeit
Im Jahre 1945 wurde Emerkingen Teil der Französischen Besatzungszone und kam somit zum Nachkriegsland Württemberg-Hohenzollern, welches 1952 im Bundesland Baden-Württemberg aufging.
Von 1949 bis 1952 fand eine Flurbereinigung statt. Das Kriegerdenkmal wurde 1961 neu gestaltet.
1971 hatte Emerkingen rund 600 Einwohner. Seit der Kreisreform am 1. Januar 1973 ist Emerkingen Teil des Alb-Donau-Kreises. Im Jahre 2005 wurde das 1200-Jahre-Jubiläum gefeiert.

### Religionen
Am 7. Juli 1103 wurde mit der Burgkapelle die erste Kirche im Ort geweiht. Vor dem 20. Jahrhundert gehörte die Kirchengemeinde zum Pfarramt in Unterwachingen. Seit dem 3. Mai 1900 ist Emerkingen Sitz eines eigenen katholischen Pfarramtes. Die Gemeinde St. Jakobus Maior ist inzwischen Teil der Seelsorgeeinheit Donau-Winkel im Dekanat Ehingen-Ulm.

## Gemeinderat
Der Gemeinderat in Emerkingen hat acht Mitglieder. Er besteht aus den ehrenamtlichen Gemeinderäten und dem Bürgermeister als Vorsitzendem. Der Bürgermeister ist im Gemeinderat stimmberechtigt. Bei der Kommunalwahl am 9. Juni 2024 wurde der Gemeinderat durch Mehrheitswahl gewählt. Mehrheitswahl findet statt, wenn kein oder nur ein Wahlvorschlag eingereicht wurde. Die Bewerber mit den höchsten Stimmenzahlen sind dann gewählt. Die Wahlbeteiligung betrug 72,3 % (2019: 72,3 %).

## Wirtschaft und Infrastruktur
Auf den Brühlwiesen wurde ein Gewerbegebiet erschlossen.

## Museen
Im Römerturm befindet sich das Heimatmuseum.

## Söhne und Töchter der Gemeinde
- Eugen Fiderer (1894–1973), Abt des Stiftes Stams 1949–1968
- Willibald (Paul) Knoll (1912–1984), Abt von Stift Engelszell 1966–1982